# Rider Strong
Rider King Strong, amerikansk skådespelare, född 11 december 1979 i San Francisco, Kalifornien.
Strong har gjort sig känd i rollen som Shawn Hunter, Cory Matthews bäste vän, i situationskomedin Här är ditt liv, Cory (Boy Meets World) från 1993 till 2000.

## Filmer
- Benefit of the Doubt
- My Giant
- Buck Naked Arson
- The Secret Pact
- Cabin Fever
- Death Valley
- Paradise, Texas
- Cosmic Radio
- Borderland
- Tooth and Nail
- Spy School
- Irish Twins
- Pulse 3: Invasion
- H20 Extreme
- Cabin Fever 2: Spring Fever
- Darkening Sky
- Ruff Love
- The Penthouse
- Your Lucky Day
- Lone
- Walter Don't Dance
- Too Late

## TV Serier
- Long Road Home
- Going Places
- Julie
- Empty Nest
- Evening Shade
- Home Improvement
- Nurses
- Time Trax
- The Last Hit
- Här är ditt liv, Cory
- Summertime Switch
- Maybe This Time
- Party of Five
- Oddville, MTV
- Herkules
- Invasion America
- The Practice
- Batman Beyond
- Roughnecks: Starship Troopers Chronicles
- Law & Order: Criminal Intent
- Kim Possible
- Kim Possible Movie: So the Drama
- Crumbs
- Pepper Dennis
- Veronica Mars
- Bones
- 100 Questions
- Paulilu Mixtape
- Här är ditt liv, Riley